# Copris bootes
Copris bootes är en skalbaggsart som beskrevs av Johann Christoph Friedrich Klug 1855. Copris bootes ingår i släktet Copris och familjen bladhorningar. Inga underarter finns listade i Catalogue of Life.